# Осада Кандагара (1649—1653)
Во время войны Великих Моголов с Сефевидами 1649—1653 годов империя Великих Моголов трижды осаждала город Кандагар в Афганистане. Все три осады провалились, и, таким образом, империя Великих Моголов не смогла вернуть контроль над Кандагаром у Сефевидов.

## Предыстория
В середине XVII века рост напряженности между империей Сефевидов и империей Великих Моголов привел к ряду территориальных споров в Афганистане. Контроль над Афганистаном был сосредоточен вокруг двух ключевых городов, Кабула и Кандагара; к 1630-м годам моголы контролировали Кабул, в то время как Кандагар контролировали Сефевиды. Крупное событие произошло в 1638 году, когда сефевидский губернатор Кандагара Али Мардан-хан Зиг предал Сефевидов и передал контроль над городом моголам . Это событие спровоцировало дальнейшую напряженность между двумя империями.
В 1647 году попытка Великих Моголов завоевать Бадахшан закончилась неудачей . Воспользовавшись слабостью своего соперника, империя Сефевидов вторглась в контролируемые Моголами части Афганистана в начале 1649 года, начав войну между Моголами и Сефевидами. Сефевиды одержали крупную победу в феврале того же года, когда Кандагар был захвачен после двухмесячной осады.

## Осады

### Первая осада
Потеря Кандагара рассматривалась как крупная стратегическая потеря для империи Великих Моголов. Кроме того, моголы восприняли поражение как удар по престижу империи, и император Шах-Джахан был полон решимости вернуть город под контроль Великих Моголов. С этой целью он снарядил экспедицию из 50 000 солдат во главе с принцем Аурангзебом, Садуллой-ханом (советником двора Великих Моголов), и раджой Джай Сингхом из Джайпура. Они продвинулись на Кандагар в апреле 1649 года и провели несколько месяцев, сражаясь против сил Сефевидов в окрестностях Кандагара. Тем не менее, армия Великих Моголов столкнулась с серьезными проблемами снабжения, и армии не хватало артиллерии, чтобы разрушить или прорвать стены Кандагара. 5 сентября армия Великих Моголов отступила, потеряв 3 000 человек и тысячи тягловых животных.

### Вторая осада
После победы над первой осадой моголы начали готовиться ко второй попытке вернуть город. Для второй осады моголы вложили больше средств в артиллерию, заказав литье больших осадных пушек. Вторая экспедиция также была лучше финансирована и использовала верблюдов в качестве тягловых животных. Как и в первой экспедиции, принц Аурангзеб, Садулла-хан и Джай Сингх командовали.
Вторая экспедиция прибыла в окрестности Кандагара 2 мая 1652 года, где силы начали рыть осадные траншеи. Однако сефевидские защитники Кандагара обладали более точными артиллеристами (из-за того, что империя Сефевидов часто воевала с Османской империей в Персии), в то время как артиллерия Великих Моголов была отмечена как неточная. Эта проблема усугубилась, когда император Великих Моголов приказал не проводить штурм до того, как городские стены будут прорваны, что не смогла сделать вооруженная и перевооруженная армия Великих Моголов. В свете этого император приказал Аурангзебу отвести свою армию в Кабул, что и было сделано 9 июля 1652 года.

### Третья осада
Весной 1653 года моголы предприняли новую попытку отвоевать Кандагар. Потерпев неудачу дважды, принц Аурангзеб был заменен своим старшим братом, принцем Дарой Шукохом, который был наследником империи Великих Моголов. Дара Шукох возглавлял 70-тысячную армию под командованием ряда опытных могольских генералов и Джая Сингха, чьи усилия в предыдущих двух осадах были высоко оценены. Однако Дара также делегировал многие свои задачи своим советникам, которые часто сражались друг с другом за его благосклонность. Могольские генералы также возмущались тем, что принц отдавал предпочтение своим советникам и более опытным военачальникам .
Третья экспедиция прибыла в Кандагар в апреле, где армия попыталась найти способ прорвать городские стены. Тем не менее, могольская артиллерия оставалась плохой, и Дара Шукох был отмечен как некомпетентный военачальник, часто приказывающий, а затем противодействующий злополучным нападениям. Некоторые солдаты в армии были плохо экипированы для осады, будучи экипированы для ведения традиционного линейного боя в поле. В июне попытка захватить часть стен города провалилась из-за вмешательства Дары, и к концу лета недовольство в армии росло. Несмотря на то, что победы не было видно, осада была снята 29 сентября 1653 года. Поражение в последней осаде ознаменовало собой фактический конец войны между Моголами и Сефевидами.